# Mestna hiša, Kempten
Mestna hiša mesta Kempten (Allgäu) je srednjeveška, zaščitena stavba, zgrajena leta 1474. Nadomestila je leseno hišo iz leta 1368, ki je sprva služila kot kašča, od leta 1382 pa je bila vsaj delno uporabljena kot mestna hiša za mestni svet, pa tudi sodna in finančna hiša. Danes imajo v stavbi svoj sedež mestni svet, urad za prireditve, nadžupan in župani Kemptna. Pred mestno hišo je mestni vodnjak iz 17. stoletja. Sedanje pročelje mestne hiše je iz 1930-ih.
Kljub večstoletnemu sožitju svobodnega cesarskega mesta Kempten in cesarskega samostana Kempten, ki je imel pred vrati cesarskega mesta svoje istoimensko naselje z občinskimi pravicami, je mestno hišo imelo le cesarsko mesto.

## Lega
Mestna hiša se dviga kot glavna stavba na podolgovatem mestnem trgu Rathausplatz, jedru srednjeveškega cesarskega mesta in današnjega starega mestnega jedra. Nekdanja tržnica okoli glavne stavbe je bila že od poznega srednjega veka gospodarsko in družbeno središče cesarskega mesta. Tako se je dolgo, podolgovato območje na zahodnem koncu imenovalo Markt-Gasse. Vodnjak mestne hiše je tik pred mestno hišo. Na trgu so številne v bistvu gotske stavbe. Novejše stavbe so prepoznavne po historiziranju fasad. Med prenovo starega mestnega jedra je bil severni niz hiš do veličastnega Ponikauhausa v veliki meri porušen in nadomeščen z betonskimi objekti, kot je nova Šternova lekarna.
Od Ponikauhausa naprej proti vzhodu do današnjega hotela Fürstenhof in za funkcionalno hišo je Londoner Hof. Nekaj metrov naprej je cerkveni trg cerkve sv. Manga, ki je bila do 16. stoletja obdana s pokopališčem Erazmove kapele. Na zahodni strani so druge stavbe mesta z mestnim arhivom, mestno upravo v stari carinarnici (Kempten) in hišo Neubronner. Po nekaj neopaznih, ožjih hišah se trg Rathausplatz spet zoži pri nekdanji pivovarski restavraciji Zum Grünen Baum. Z Marktgasse lahko pridete do Rathausstraße, nekdanje Holzmarkt, nad katero se dviga Dorn-Schlößle z zunanjim stopniščem spodaj. Poleg tega mejijo druge hiše, kot je Zorn House. Nedaleč od Rathausplatz so kraljeve in cehovske hiše, kot sta Müßiggelzunfthaus in Weberzunfthaus. 

## Zgodovina gradnje
Svet je v dokumentih prvič omenjen leta 1273. Današnje mesto Kempten je bilo do 19. stoletja razdeljeno na dva dela. Mestno obzidje je ločilo cesarsko mesto Kempten od cesarskega samostana Kempten z lastnimi mestnimi pravicami na zahodu. Številne samostanske stavbe so bile tudi na redkem in gosto pozidanem zemljišču cesarskega mesta - to je bilo tudi delno last samostana. Med njimi je bil nekdanji Salzstadel, danes kraj Mestnega gledališča Kempten. Položaj dveh sosednjih mest, imenovanih Kempten, se je končal v letih 1802/1803 z mediatizacijo cesarskega mesta, potem ko so ga zavzele bavarske čete, in leta 1818 z združitvijo nekdanjega cesarskega in samostanskega mesta v eno mesto.

### 14. stoletje: izvor in napredek
Mestna hiša izvira iz leta 1368.[7][1][8] Takrat je bila na sedanjem mestu mestne hiše lesena stavba, ki je služila kot kašča. Novembra istega leta je bila podpisana fevdalna pogodba med cesarskim mestom in knezo-opatom Heinrichom von Mittelbergom.
Prvi svet je bil ustanovljen po tem, ko je Karel IV. maja 1361 priznal cesarsko mesto Kempten. Decembra je bilo imenovanih dvanajst svetnikov. Prvi župan cesarskega mesta je bil Heinrich Schultheiss, znan tudi kot Heinrich der Spickel.
Dolgo časa so seje sveta potekale v trgovinah ali skladiščih. Uporaba kašče kot mestne hiše je bila prvič omenjena leta 1382. Od takrat sta se izraza žitnica (ne smemo mešati s samostansko kaščo) in mestna hiša v zgodovinskih dokumentih uporabljala kot sinonima. Kdaj točno je žitnica prešla v roke cesarskega mesta, ni jasno.
Zaradi fevdalne pogodbe je prihajalo do večkratnih sporov z opatom, po smrti fevdalnega najemnika pa naj cesarsko mesto ne bi imenovalo naslednika. Knez-opat je menil, da se mu bo žitnica vrnila. Arbitražno sodišče, ki so ga sestavljali državljani Regensburga in Ulma ter župan Memmingena, je sprejelo odločitev, ki je bila za cesarskemu mestu v pomoč, da lahko kaščo še naprej uporablja cesarsko mesto. Ugotovljeno je bilo, da ni prišlo do kršitve pogodbe s strani cesarskega mesta.

### 15. stoletje: gradnja kamnite hiše
Svet, sodstvo in trgovina z žitom so vse bolj zahtevali več prostora. Po najstarejših dokumentih je leseno stavbo leta 1474 nadomestila večja, masivna, preprosta kamnita stavba, za katero je cesarsko mesto najelo Hellerjevo posojilo v višini 3000 funtov pri cerkvi sv. Manga. Dimenzije te kamnite stavbe so ustrezale današnjim. V novogradnji so izpustili posebno dekoracijo; zemljišče je še vedno pripadalo samostanu. Vendar pa zgodovinarji domnevajo, da je zemljišče pripadalo cesarskemu mestu že pred letom 1525, saj v primeru Velikega nakupa leta 1525 med cesarskim mestom in samostanom v nakupnem registru ni bila navedena nobena mestna hiša ali kašča.
Drugo nadstropje je bilo razdeljeno na dve različno veliki dvorani s prostorom vmes. Prvo nadstropje je imelo samo eno neprekinjeno sobo. V pritličju sta bili dve sobi s tlorisno površino okoli 400 m².

### 16. stoletje: oblikovalski ukrepi
Samozavest in ponos cesarskih meščanov sta se leta 1488 dvignila skozi cesarja Friderika III. podelil pravico do samoupravljanja preko uradov in je bil okrepljen z dovoljenjem za kovanje iz leta 1510 in uvedbo sodnega grba s sodnim pečatom. Zahvaljujoč pogajalskim sposobnostim župana Gordijana Seuterja se je mesto leta 1525 odkupilo od kneza-opata. Ta zgodovinski dogodek se imenuje Veliki nakup.
Povečana samozavest v 16. stoletju se kaže v večjih gradbenih projektih. V 60. letih 16. stoletja so mestno hišo obsežno polepšali in izboljšali. Po koncilskem protokolu iz junija 1564 je bila na streho postavljena figura trobentača (v starih dokumentih je bila omenjena kot mali trobentač) v oklepu. Dokumenti iz avgusta 1567 opisujejo, da je bil stolp zgrajen na zahodnem zatrepu. V tem stolpu je bil uporabljen mali zvon kapele sv. Mihaela, ki je danes večinoma znana kot Erazmova kapela. Prva risba mesta, na kateri je mestna hiša prvič prikazana v današnji obliki, sega v leto 1569. Lesorez sta izdelala Hanß Abelin in Hanß Rogel.
Zaradi drastičnega splošnega zvišanja cen leta 1571 so se projektni ukrepi končali, ker je bilo treba razpoložljiva sredstva uporabiti drugam. Da bi se izognili lakoti, so odprli kašče mestne hiše in odkupili žito.

### 17. in 18. leta krize v renesančni mestni hiši
V 17. stoletju je prišlo do strukturne spremembe v slogu mestne hiše. Zašiljene stolpe in stopničaste zatrepe iz obdobja gotike so nadomestili renesančni elementi, kot so obokane stolpne kape. Leta 1628 se je v Kemptnu zgodil eden od mnogih izbruhov kuge. Cesarsko mesto Kempten je izgubilo 2735 prebivalcev.
Kmalu zatem so cesarsko mesto med tridesetletno vojno izmenično zasedle cesarske in švedske čete: najprej so Švedi s pomočjo Reichsstadterjev napadli knezo-opatov samostan. V maščevanje so cesarske čete januarja 1633 vdrle v cesarsko mesto in pobile tretjino prebivalstva. Zaradi napada so se preživeli moški zbrali v mestni hiši, da bi se dva dni posvetovali. Peč in okna so bila poškodovana v prejšnjih mrzlih zimskih napadih. Nekaj arhivskega gradiva, shranjenega v mestni hiši, je bilo izgubljeno zaradi požarov med osvajanjem.
Leta 1642 so popravili vodnjak pred mestno hišo, ki je bil poškodovan v napadu.
Zaradi vojne za špansko nasledstvo je bila na vzhodni strani leta 1703 po ukazu francoskega generala dozidana stražnica, ki jo je leta 1823 nadomestila nova stavba. Baročni slog, ki je bil v regiji običajen v 18. stoletju, je bil v mestni hiši opuščen. Številne patricijske hiše, kot sta Ponikauhaus ali cerkev sv. Manga, so bile v baročnem slogu.

### 19. stoletje: Kempten postane bavarski
Napoleon Bonaparte je bavarskemu volilnemu knezu obljubil švabska cesarska mesta. Da bi to zagotovili, so čete Maxa I. Jožefa 27. avgusta 1802 zasedle cesarsko in samostansko mesto Kempten. Preko njega sta bili obe mesti bolj ali manj na silo združeni. Zaradi združitve je bil cesarski mestni svet razpuščen. Župan Jakob von Jenisch je prostovoljno odstopil s položaja. Leta 1804 je mesto dobilo upravni odbor, ki je nadomestil prejšnjega magistra. Novi svet je sestavljalo pet upraviteljev in župan..
Povečane administrativne razmere v mestu so zahtevale več prostora v mestni hiši. Takrat je imelo občinsko sodišče samo eno majhno sodno dvorano Rechen- und Knechtstüble. Zaradi omejenega prostora so bili februarja 1808 sprejeti gradbeni ukrepi za prestrukturiranje. Mesto je bilo tako zadolženo, da ni moglo zbrati denarja za potrebne spremembe. Tako je pri bavarskem ministrstvu za notranje zadeve najelo posojilo v višini 17.000 goldinarjev. Med obnovo je bilo porušenih več zidov. Kamnita tla so zamenjana s talnimi deskami. Obnovljene so bile stopnice na podstrešje ter okvirji vrat in oken. Nove peči so zahtevale dodatne dimnike, ki so bili speljani po strehi s prepihom. Vsa dela so bila končana poleti 1810.
Leta 1818 so lahko državljani po prvi bavarski ustavi ponovno volili sodnika. Magistrat so sestavljali župan, pravni svetovalec, mestni uradnik, osem civilnih sodnikov in 24 občinskih predstavnikov in je imel sedež v mestni hiši. Leto prej so sodišče preselili iz mestne hiše v Rezidenco. V mestni hiši je ostala le mestna uprava.
Potem ko so bili zadnji večji ukrepi za ohranitev mestne hiše pred 60 leti, se je mestni svet leta 1870 odločil, da jo obnovi. To je bilo potrebno, ker je bil leta 1867 zaradi varnosti porušen zatrep. Kmalu po odločitvi pa se je začela francosko-pruska vojna in večja gradbena dela je bilo treba preložiti na bolj mirne čase. Vendar je bilo nekaj del še vedno opravljenih. Pisarna mestne hiše je bila prestavljena za 100 goldinarjev.
Največji gradbeni projekt 19. stoletja je ustvaril umetnik in ilustrator Ludwig von Kramer. Zaradi dobrega gospodarskega položaja in prevladujočega historicizma je mestna hiša dobila masivno neorenesančno podobo. Na vzhodni fasadi je nastala velika freska. Rušitvena dela na stari fasadi so se začela spomladi 1874. Takrat so seje sveta potekale v dvorani nekdanjega tkalskega ceha. Predmeti za večkratno uporabo iz rušenja, kot so železo, opeka, les in okenski okvirji, so bili prodani na dražbi. Da bi našli poceni obrtnike za opravljeno delo, je mestna uprava objavila natečaje v časopisih. Istega leta je bila dokončana freska in obnovljen stolp ter prva notranja dela. Preostale fasade so delali do leta 1878. V novo nišo na zahodnem pročelju so postavili doprsni kip. Namesto odobrenih 65.386,86 mark je celotno delo takrat stalo okoli 165.000 mark, kar je pomenilo dvig cene za približno 150 odstotkov.
Že leta 1897 je stanje mestne hiše veljalo za nevzdržno. Freske so se začele luščiti. Poškodbe zaradi vremenskih vplivov so bile ugotovljene na različnih blokih peščenjaka. Maja 1898 je magistrat prejel predlog za obnovo. Celotna prenova ni bila načrtovana, temveč koncept sanacije strukturne poškodbe. Na koncu se je svet odločil, da bo uresničil le dele koncepta. Celoten koncept ne bi bil več izvedljiv zaradi novih visokih stroškov. Stopničasti zatrep je bil pokrit z granitnimi ploščami. Doprsni kip princa regenta je bil zamenjan z večjim. Freske so bile pobarvane z belo stensko barvo.
Pri delih na strehi so zamenjali že enoročnega, delno sitastega trobentača. Ko so moškega odstranili, so našli bakreno ploščo z naslednjim napisom:
 »Anno 1764, 18. junija, pod vodstvom S:T: G. Johannes Funk, upravnik gradbenega organa, je ta stolp popravil Matthäus Wanckmüller, mojster Stattwercka, in palico za čelado, vključno z gumbom in možičkom, je bil ponovno postavljen«.
Prav tako se je leta 1899 pojavila nova Justicija (je alegorična personifikacija moralne sile v sodnih sistemih): staro figuro so obnovili, pobarvali v sivo in predali muzeju Kempten. Nova figura pravice je bila izdelana iz bakra in je bila prej razstavljena v Münchnu. Stara lesena postava je bila premična, znala je kimati z glavo in spuščati roko z mečem; nova je nepremična. V istem obdobju je bilo vgrajeno centralno ogrevanje. 

### 20. stoletje

#### Gotizacija
Strukturna sprememba mesta v začetku 20. stoletja je zahtevala dodaten prostor za administracijo. Pritličje, ki je bilo prej v veliki meri oddano v najem, je bilo leta 1902 preurejeno za policijo, zavod za zaposlovanje in blagajno. V veliki dvorani so preoblikovalci premajhno okroglo mizo zamenjali z U-obliko. Leta 1906 se je prodaja žita končala z dolgoletno tradicijo v pritličju. Tam je bila ustanovljena pisarna za vpis stanovalcev. V času župana Otta Merkta je bila izvedena nadaljnja prostorska in organizacijska razdelitev prostorov. Hkrati je leta 1920 nastala nova soba za župana, ki jo je zasnoval arhitekt Andor Ákos.
Med letoma 1934 in 1937 je Kemptenski arhitekt Sepp Zwerch (1907–1985) izvedel gotsko predelavo notranjosti mestne hiše. Najprej je posredoval v sejni dvorani. Uporabljena je bila oprema starega tkalskega ceha, ki je bila začasno shranjena od leta 1912. Tudi nacionalsocialistično obdobje je zapustilo svojo ideološko držo v mestni hiši. Alfred Weitnauer je skušal ustvariti zgodovinski kontekst med mestno hišo in tamkajšnjim alemanskim vojvodskim dvorom in palatinskim kraljevim dvorom. 
Weitnauerjeve poskuse uveljavitve teorije ovržejo raziskave zgodovine urbanih naselij od 1980-ih. Vsaj ena veja reke Iller je okoli leta 1300 še vedno tekla na istem mestu. Reko so med večjo rekonstrukcijo takrat majhnega mesta premaknili na vzhodno stran Burghalde. Stari tok reke je bil v veliki meri izsušen z dodajanjem in polnjenjem. Šele takrat se je razvilo območje okoli mestne hiše, zato tam ne bi mogel stati vojvodski ali kraljevi dvor. To teorijo potrjuje dejstvo, da so na zahodni strani mestne hiše našli lesene tramove z rečnega mostu.
V letih 1937 in 1938 je bila zunanja zasnova v središču dela. Predlog, da bi fasade ponovno postale gotske, je prišel iz Državnega urada za spomeniško varstvo. Skliceval se je na Kramerjevo "problematično" zasnovo Gründerzeit. Prav tako je povečana motorizacija zahtevala več prostorov za organe pregona, oddelek za motorna vozila in register. Leta 1938 je Franz Weiß na južni fasadi naslikal fresko z legendo o Heinrichu von Kemptenu
Južni balkon je bil poenostavljen. Na zahodnem pročelju so zazidali nišo kraljevega doprsja in odstranili vse okraske. Na zatrepu je bil ponovno zgrajen majhen stolp.

#### Povojno obdobje
Leta 1958 je bil glavni vhod prestavljen v prvo nadstropje. Obiskovalec je prišel v predprostor preko vzhodne verande in majhnega predprostora.
Ko sta bili mesti Sankt Mang in Sankt Lorenz leta 1972 vključeni v Kempten, je mestni svet potreboval več prostora za povečano število sedežev z 32 na 44, za kar so odstranili nepomembne lesene stebre in povečali mize.
Na mestni hiši do leta 1985 niso bila izvedena večja gradbena dela. Razen nekaj sprememb je mestna hiša ostala zvesta načrtom Seppa Zwercha. Sredi 80. let dvajsetega stoletja je mesto menilo, da priznava, da mestna hiša ne izpolnjuje več zahtev sodobne mestne uprave. Tako se je policija iz pritličja preselila v svojo novo stavbo. V letih 1984 in 1985 je mesto skupaj z še živečim Seppom Zwerchom zasnovalo povsem nove načrte z novo razporeditvijo prostorov. V pritličju je bila postavljena prostorna sprejemna dvorana. Arheologi in gradbeni delavci so izkopali približno tri stopnice globoko v zemljo, da bi pridobili višino prostora in da bi lahko izvajali arheološke raziskave. Stari leseni stebri so bili podprti z betonom. Arheologi so na hodniku in dveh prostorih odkrili temelje in ostanke stebrov iz 15. stoletja. Pokriti so bili s stekleno ploščo. Med gradbenimi deli je bila poročna soba matičnega urada vrnjena iz stare carinarnice v mestno hišo.
Zunaj je bila ponovno prekrita streha in stabiliziran zahodni stolp. Prenovljena sta bila cesarski orel in patricijski grb na fasadah ter prenovljena ura na zahodni strani. Upodobitev "Heinrich der Kempter" je prenovil Franz Weiß skupaj s številčnico zahodne fasade.
Dela so bila končana leta 1987. Stroški so znašali okoli sedem milijonov mark. Posodobljeno mestno hišo je slovesno odprl 18. oktobra 1987 z dnevom odprtih vrat župan Josef Höß.

## Opis
Podolgovata stavba ima tri nadstropja in ima na vzhodni strani izrazit stopničasti zatrep. Dostop v prvo nadstropje je omogočen tudi s simetričnimi stopnišči na vzhodni in zahodni strani. Streha je podprta z gotskim ogrodjem.

### Zunanjost
- Trobentači na čebulni strehi, ura in Justitia na vzhodni fasadi
- Dvoglavi orel na enem od stranskih stolpov
- Stopnišče na vzhodu

Osrednji stolp s čebulasto kapo, ki se naslanja na vzhodni stopničasti dvokapnik, je kvadratno izbočen in je preurejen v dvonadstropni z venci s tristransko uro in dvojno obokanimi odprtinami v pravokotnih ploščah. Trobentač stoji na kapi tega stolpa.
Stolp na dnu oslabi, do niše s figuro gospe Justicije, ki se nanaša na nekdanjo sodišče v mestni hiši. Spodaj je pritrjen znak zodiaka iz zlatega materiala z dvema ozkima stranskima oknoma. Malo nižje na pročelju je naslikan dvojni orel, na levi in desni strani katerega je prikazanih osem patricijskih grbov cesarskega mesta Kempten. Ob straneh stopničastega zatrepa so manjši stolpiči s koničasto streho z dvoglavim orlom. Zgoraj je pokrito stopnišče v gotskem slogu s špičastimi ločnimi okni iz obdobja prenove 1937/38. Na sredini verande, nad osmerokotnim kamnitim stebrom, je majhen trapezni erker s koničasto tristransko streho.
- Južni balkon iz leta 1939
- Heinrich von Kempten na južni fasadi

Na južni fasadi lahko vidite leta 1939 poenostavljen balkon in ob njem fresko viteza Heinricha von Kemptena. Kemptenski slikar Franz Weiß je ta motiv leta 1939 naslikal s kratko obliko legende zraven. Po drugi svetovni vojni je motiv predelal; preslikal je majhne svastike, označene v štirih vogalih okvirja, in spremenil besedilo legende. Med prenovo leta 1987 je bilo besedilo v celoti preslikano.
Glavni vhod v preddverje mestne hiše je sodoben sistem vrat na sredini severne stene. 

### Notranjost
Do posameznih etaž se lahko pride po stopnicah ali z dvigalom, katerega tehnična oprema je v delni kleti mestne hiše. Tam je tudi priključek na oskrbo s toploto iz sosednje upravne stavbe.
Za uradne dogodke se uporablja sprejemna dvorana. Med prenovitvenimi deli v 1980-ih je bil zamenjan eden od šestih lesenih stebrov v sprejemni dvorani, znani tudi kot Schrannenhalle.
Poročna soba v prvem nadstropju je v bidermajerskem slogu. Opremljena je z bidermajerskim pohištvom iz stare županove sobe, stene pa so urejene tako, da se ujemajo. Leta 1934 je nova konferenčna soba prejela ostanke pohištva iz cehovske hiše tkalcev. Po postavitvi tramovnega stropa v veliki dvorani, iz tkalske hiše, je za ta namen ostala zadostna količina. Vendar je bilo to prestavljeno iz nekdanje majhne sejne sobe.
V istem nadstropju imajo sedež mestni voditelji z nadaljnjimi uradi in sekretariatom.
- Preddverje
- Poročna soba
- Sejna soba

## Arheologija
Med gradbenimi ukrepi v letih 1985 do 1987 so bile opravljene številne arheološke raziskave. V veliki sejni sobi so odkrili figurativno predstavo in ornamentalno sliko vitice s cvetjem in plodovi. Te slike je restavriral Josef Lorch.
Preiskave so bile opravljene tudi pri izkopu pritličja. Arheologi so našli delno emajlirane lončene drobce, živalske kosti in kovinske dele, kot so ključavnica vrat, podkve in drugi pripomočki za jahanje, ki bi jih lahko datirali v srednji vek.
Med izkopavanji na trgu mestne hiše so bili najdeni deli lesenih tramov mostu iz let 24 do 30 našega štetja. Pod mestnim trgom niso zgradili podzemnega parkirišča, saj se je ob izkopavanjih ohranilo nekaj lesenih tramov. To je bil most čez nekdanji tok Illerja. Tako imenovani "Freudental-Iller" je tja tekel do začetka 14. stoletja. Cesta je vodila do rimskega podeželskega mesta Cambodunum v današnjem mestnem območju.

## Umetnost
Mestna hiša je že od najstarejših časov del vizualne umetnosti. Prve upodobitve mestne hiše lahko vidimo na mestnih razgledih, ki so bili izdelani kot lesorezi v 16. stoletju. Prvi prihaja od Hanßa Abelina in Hanßa Rogla iz leta 1569, na katerem je mestna hiša prepoznavna v njeni splošni obliki. Drug lesorez iz istega obdobja je Sebastian Münster, ki je zelo podoben tistemu Abelina in Rogela. Anonimni lesorez iz leta 1567 prikazuje mestno hišo z južne strani. Tu je mestna hiša videti kot velika stavba z zelo veliko čebulasto kapo na vzhodu in koničastim zahodnim stolpom. Najstarejši naslikan pogled na mesto je leta 1599 izdelal Heinrich Beusch. Na tej slabo podrobni sliki ima mestna hiša koničaste stolpiče.
V naslednjem stoletju so nastali bakrorezi, kot je delo Johanna Haina in Fridricha Raidela iz leta 1628. Ta prikazuje mestno hišo s številnimi majhnimi detajli, kot so okna, mansardna okna in oblike stolpa. Pogled na cesarske vojake pred vrati cesarskega mesta sega v leto 1633. Mestna hiša ima v tem pogledu stolpe s koničastimi strehami. Ena najbolj znanih je gravura Matthäusa Meriana iz leta 1643, na kateri je mestna hiša slaba s podrobnostmi. Okoli leta 1720 je Gabriel Bodenehr (1673-1765) ustvaril bakrorez, ki prikazuje najpomembnejše stavbe, pri čemer je izpustil cele vrste hiš. Tu si lahko med drugim ogleda mestno hišo. Po zasnovi okolice je ta gravura zelo podobna Merianovi.
Razgledi, ki zajamejo pogled na trg mestne hiše, prihajajo iz 19. stoletja. Tu je mestna hiša glavni objekt. Johann Baptist Dilger je leta 1830 ustvaril litografijo s kredo. Preprosto narisano delo prikazuje mestno hišo z napačno zgradbo stolpa: čebulasta kapa je preokrogla in je viden stolpni zvon. Drugo litografijo je izdelal Eberhard Emminger okoli leta 1850. Risba ima izjemno širino: trg je zelo velik, stavbe so daleč narazen. Tam je mestna hiša zelo prisotna. Ta učinek podpirajo zelo majhne kadrovske figure. Risba s sivim svinčnikom, pripisana Friedrichu Hohlbachu, velja za skico za Emmingerjevo litografijo, ker so nekateri arhitekturni detajli poudarjeni ločeno.
Richard Püttner (1842-1913) je okoli leta 1880 ustvaril lesorez, ki prikazuje trg z jugovzhodne strani. Na vzhodni fasadi so freske Ludwiga von Kramerja. Barvna razglednica iz obdobja med 1910 in 1920 prikazuje trg z vzhoda iz ptičje perspektive. Iz tega obdobja je več teh barvnih razglednic mestne hiše. Razlikujejo se predvsem po perspektivi. Fotografije so bile posnete pred letom 1874. Deželni fotograf Otto von Zabuesing je fotografiral trg z mestno hišo iz tipične perspektive z vzhoda. 

## Vodnjak
Leta 1576 so pred mestno hišo na trg postavili vodnjak s fontanskim stebrom. Leta 1601 so leseni umivalnik zamenjali za kamnitim, leseni vodnjak pa za bronast. Na vrhu tega stolpca je lik rimskega generala, ki v rokah drži dva grba. Spodaj si lahko ogleda grba dveh patricijskih županov Raimunda Dorna in Josefa Königa. Splošna figura priča o srednjeveškem razmišljanju o rimskih koreninah.